# Machiques

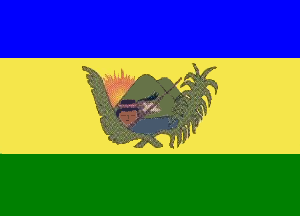
Bandeira

Machiques é uma cidade venezuelana, capital do município de Machiques de Perijá.